# Eテレタイムマシン
『Eテレタイムマシン』（イーテレタイムマシン）は、NHK Eテレで2023年4月7日から放送されているテレビ番組。

## 概要
番組専用のタイムマシン（名称：Eテレタイムマシン）を使い、Eテレ（教育テレビ）の歴史を彩ってきた、NHKアーカイブスに保存されている過去に放送された、懐かしい子供番組、幼児向け番組、学校放送の番組の中から、視聴者にお勧めしたい番組・映像コンテンツ（『おかあさんといっしょ』『いないいないばあっ!』等）を、厳選して放送するアーカイブス番組枠。
2012年4月28日から2020年3月15日までは不定期放送の『お願い!編集長』で同様に過去番組の再放送及び2012年4月8日から2021年3月21日まではワンワンパッコロ!キャラともワールド（BSプレミアム）で過去の番組のダイジェストが行われていた。
2022年7月25日から8月5日まで『LET’S GO!Eテレタイムマシン』としてパイロット版が放送。パイロット版では「タイムマシン隊長のワンワンと、懐かしいお友だちに会いに行こう!」がコンセプトだった。
2023年2月1日でNHKのテレビ放送が70周年を迎えたのを機に、同年4月7日から金曜日 16時10分 - 16時35分でレギュラー放送されている。今後の定時化は、2025年のNHK放送100周年記念の一環で、映像・音声資産の再構築と価値還元によるアーカイブ番組の強化策として企画された。
基本的にリクエスト特集の総集編を除きノーカット放送であった『お願い!編集長』時代とは違い、オープニングとナレーション(パイロット版ではワンワン)による新録の解説パートが追加して本来の放送時間を短縮している、番組によっては放送時間と権利関係の都合上、一部コーナーが省略される場合がある。再放送される番組のアスペクト比については、旧比率（4:3）サイズの場合は左右にサイドパネルが添えられ、ハイビジョン（16:9）サイズの場合は画面右上に番組名と初回放送日のテロップが追加される。また、視聴者からのリクエストは行われていない。
2024年4月からは本放送が水曜日 16時10分 - 16時35分に移動した。オープニングとナレーションは継続されている。関連番組として『おとなのEテレタイムマシン』が新設される（30分番組と1時間番組）。
2025年4月から放送時間上は30分間に拡大されたが、オープニングとナレーションと番組予告のため、29分間に編集されている。また、放送日が本放送が第2火曜日、再放送がその同じ週の土曜日に移動し、原則月1回放送となった。但し、火曜日が5回ある月は例外的に第5火曜日も放送日となる。これに伴い年間の放送回数が大幅に減少する為、取り上げる番組の放送回数は2024年度までの原則4週8回分から2週4回分に変更された。

## 出演者

### パイロット版
- ワンワン（MC）

### レギュラー放送
- 後藤沙緒里（ナレーション）

## 放送時間
いずれもNHK Eテレ、日本時間。
| 期間                  | 本放送                           | 再放送                           |
| --------------------- | -------------------------------- | -------------------------------- |
| 2023年4月 - 2024年3月 | 金曜日 16:10 - 16:35             | 月曜日 15:30 - 15:55             |
| 2024年4月 - 2025年3月 | 水曜日 16:10 - 16:35             | 月曜日 15:30 - 15:55             |
| 2025年4月 -           | 毎月第2・第5火曜日 16:30 - 17:00 | 本放送直近の土曜日 12:00 - 12:30 |

## 放送リスト

### パイロット版
| 放送日         | 番組                               | サブタイトルなど            | 初回放送日                    |
| -------------- | ---------------------------------- | --------------------------- | ----------------------------- |
| 2022年 7月25日 | いないいないばあっ!                | -                           | 1997年8月 2000年8月           |
| 7月26日        | いないいないばあっ!                | -                           | 2008年7月 2012年8月 2018年7月 |
| 7月27日        | おかあさんといっしょ               | にこにこぷん                | 不明                          |
| 7月28日        | おかあさんといっしょ               | ドレミファ・どーなっつ!     | 1998年1月                     |
| 7月29日        | おかあさんといっしょ               | ぐ〜チョコランタン          | 2000年10月9日                 |
| 8月1日         | クッキンアイドル アイ!マイ!まいん! | 包丁トントン☆お料理トコトン | 2009年6月29日                 |
| 8月2日         | クッキンアイドル アイ!マイ!まいん! | サイン勝負はサラダ味✦       | 2009年6月30日                 |
| 8月3日         | クッキンアイドル アイ!マイ!まいん! | 冷やしてあったかパンプキン♥ | 2009年7月1日                  |
| 8月4日         | クッキンアイドル アイ!マイ!まいん! | 残りものには華がある!?      | 2009年7月2日                  |
| 8月5日         | クッキンアイドル アイ!マイ!まいん! | 真夏の恋はアチチだよ        | 2011年7月12日                 |

### レギュラー放送

#### 2023年度
| 放送回 | 放送日         | 番組                                              | サブタイトルなど                                  | 初回放送日                                            |
| ------ | -------------- | ------------------------------------------------- | ------------------------------------------------- | ----------------------------------------------------- |
| 1      | 2023年 4月7日  | ハッチポッチステーション                          | 第1回 - 第3回                                     | 1996年4月1日 - 3日                                    |
| 2      | 4月14日        | ハッチポッチステーション                          | 第4回 - 第6回                                     | 1996年4月4日・5日・15日                               |
| 3      | 4月21日        | ハッチポッチステーション                          | 第7回 - 第9回                                     | 1996年4月16日 - 18日                                  |
| 4      | 4月28日        | ハッチポッチステーション                          | 第10回 - 第12回                                   | 1996年4月19日・29日・30日                             |
| 5      | 5月12日        | ひとりでできるもん!                               | はじめてのたまごクッキング ゆでたまごをつくろう   | 1991年4月1日・2日                                     |
| ※      | 5月19日        | できるかな                                        | ロボット 変身                                     | 1981年11月10日 1990年03月06日                         |
| 6      | 5月26日        | ひとりでできるもん!                               | ジュージューめだまやき オムレツできた             | 1991年4月4日・5日                                     |
| 7      | 6月2日         | ひとりでできるもん!                               | ジャムトースト イチゴジャムをつくろう             | 1991年4月15日・16日                                   |
| 8      | 6月9日         | ひとりでできるもん!                               | フレンチトーストをやこう サンドイッチにちょうせん | 1991年4月17日・18日                                   |
| 9      | 6月16日        | つくってあそぼ                                    | つみきにペタリ つくってあそぼデラックス           | 1995年4月10日（1993年9月22日）・3月23日               |
| 10     | 6月23日        | つくってあそぼ                                    | なににみえるかな ねんどのおだんご                 | 1995年4月18日（1994年4月20日）・25日（1994年4月27日） |
| 11     | 6月30日        | つくってあそぼ                                    | しわしわトロル ふるしんぶん                       | 1995年5月2日（1994年4月13日）・16日                   |
| 12     | 7月7日         | つくってあそぼ                                    | あきかんタワー かみのわっか                       | 1995年5月23日（1993年9月8日）・30日                   |
| 13     | 7月14日        | うたっておどろんぱ!                               | みんなであるいてゆこう ねころんであそぼうよ       | 2001年4月13日・27日                                   |
| 14     | 7月21日        | うたっておどろんぱ!                               | 手をたたこう! ひっぱるってたのしいな              | 2001年5月18日・6月1日                                 |
| 15     | 7月28日        | うたっておどろんぱ!                               | とろとろとける たたいてあそぼ                     | 2001年6月15日・29日                                   |
| 16     | 8月26日        | うたっておどろんぱ!                               | 走る のぼる・おりる・ジャンプ                     | 2001年8月31日・9月21日                                |
| 17     | 8月18日        | ぼうけん!メカラッパ号 ぴりっとQ                   | ぼうけんのはじまり                                | 2000年04月11日                                        |
| 17     | 8月18日        | ぼうけん!メカラッパ号 ぴりっとQ                   | -                                                 | 1999年4月27日・5月27日                                |
| 18     | 8月25日        | ぼうけん!メカラッパ号 ぴりっとQ                   | メカラッパ号 しゅっぱつ                           | 2000年04月26日                                        |
| 18     | 8月25日        | ぼうけん!メカラッパ号 ぴりっとQ                   | -                                                 | 2000年5月3日・6月6日                                  |
| 19     | 9月1日         | ぼうけん!メカラッパ号 ぴりっとQ                   | 夢見のちから                                      | 2000年05月17日                                        |
| 19     | 9月1日         | ぼうけん!メカラッパ号 ぴりっとQ                   | -                                                 | 2000年7月12日・6月28日                                |
| 20     | 9月8日         | ぼうけん!メカラッパ号 ぴりっとQ                   | ピューピュー星のかぜ                              | 2000年05月31日                                        |
| 20     | 9月8日         | ぼうけん!メカラッパ号 ぴりっとQ                   | -                                                 | 2004年5月21日・6月11日                                |
| 21     | 9月15日        | クインテット                                      | -                                                 | 2003年4月7日・5月9日                                  |
| 22     | 9月24日        | クインテット                                      | -                                                 | 2003年5月19日・6月4日                                 |
| 23     | 9月29日        | クインテット                                      | -                                                 | 2003年6月16日・8月11日                                |
| 24     | 10月6日        | クインテット                                      | -                                                 | 2003年10月8日・11月7日                                |
| 25     | 10月13日       | バケルノ小学校物語 ぴりっとQ                      | ノビローてん校する                                | 2001年04月10日                                        |
| 25     | 10月13日       | バケルノ小学校物語 ぴりっとQ                      | -                                                 | 1999年7月23日・8月17日                                |
| 26     | 10月20日       | バケルノ小学校物語 ぴりっとQ                      | 新しい友だち                                      | 2001年04月24日                                        |
| 26     | 10月20日       | バケルノ小学校物語 ぴりっとQ                      | -                                                 | 1999年9月1日 2000年4月18日                            |
| 27     | 10月27日       | バケルノ小学校物語 ぴりっとQ                      | でんせつのおにのみ                                | 2001年05月15日                                        |
| 27     | 10月27日       | バケルノ小学校物語 ぴりっとQ                      | -                                                 | 2000年5月17日・7月26日                                |
| 28     | 11月10日       | バケルノ小学校物語 ぴりっとQ                      | 校長先生がんばる                                  | 2001年05月29日                                        |
| 28     | 11月10日       | バケルノ小学校物語 ぴりっとQ                      | -                                                 | 2000年08月16日 2004年05月13日                         |
| 29     | 11月17日       | にこにこぷんがやってきた ハッチポッチステーション | 第1回・第6回・第9回                               | 1995年4月3日・17日・20日                              |
| 30     | 11月24日       | わくわくおじさん ドキドキハウス                   | 花火                                              | 1989年07月24日                                        |
| 30     | 11月24日       | わくわくおじさん ドキドキハウス                   | -                                                 | 1997年12月26日                                        |
| 31     | 12月8日        | 忍たまがやってくる                                | 神奈川・厚木の段                                  | 2002年12月23日                                        |
| 32     | 12月15日       | 忍たまがやってくる                                | 北海道・旭川の段                                  | 2003年04月29日                                        |
| 33     | 12月22日       | 忍たまがやってくる                                | 埼玉・戸田の段                                    | 2003年09月15日                                        |
| 34     | 2024年 1月12日 | 忍たまがやってくる                                | 静岡の段                                          | 2004年03月20日                                        |
| 35     | 1月19日        | 忍たまがやってくる                                | 東京・江東の段                                    | 2004年10月11日                                        |
| 36     | 2月2日         | うたっておどろんぱ SING ALONG! DANCE ALONG!       | ここはドキドキハウス からだウズウズ               | 1998年04月10日 1999年09月10日                         |
| 37     | 2月9日         | うたっておどろんぱ SING ALONG! DANCE ALONG!       | おしゃれをしましょう 雪ん子ランドへいらっしゃい   | 1999年11月19日 2000年01月28日                         |
| 38     | 2月16日        | うたっておどろんぱ SING ALONG! DANCE ALONG!       | 太陽はぼくらの味方 アイドルになりたい             | 2000年4月28日・6月16日                                |
| 39     | 2月23日        | うたっておどろんぱ SING ALONG! DANCE ALONG!       | 電話で話そう 約束するよ                           | 2000年6月30日・10月6日                                |
| 40     | 3月8日         | うたっておどろんぱ SING ALONG! DANCE ALONG!       | ぼくのコレクション 友情に乾杯                     | 2000年11月04日 2001年02月09日                         |

#### 2024年度
| 放送回 | 放送日        | 番組                                                                 | サブタイトルなど                                               | 初回放送日                                     |
| ------ | ------------- | -------------------------------------------------------------------- | -------------------------------------------------------------- | ---------------------------------------------- |
| 41     | 2024年 4月3日 | ひとりでできるもん!                                                  | ツブツブつぶあんあずきあん ぎゅうひでおいしい七変化            | 1992年2月24日・25日                            |
| 42     | 4月10日       | ひとりでできるもん!                                                  | アメリカンママのあじブラウニー つめたくひやして水ようかん      | 1992年2月26日・27日                            |
| 43     | 4月17日       | ひとりでできるもん!                                                  | プリ!プリ!プリンセスヨーグルト コーンなのはじめて コーンスープ | 1992年4月6日・7日                              |
| 44     | 4月24日       | ひとりでできるもん!                                                  | とろんこクリームシチュー ABシーフードドリア                    | 1992年4月8日・9日                              |
| 45     | 5月1日        | ぼうけん!メカラッパ号 なんでもQ「むしまるQゴールド」                 | さらわれたラック                                               | 2000年11月08日                                 |
| 45     | 5月1日        | ぼうけん!メカラッパ号 なんでもQ「むしまるQゴールド」                 | 第11回                                                         | 2000年07月15日                                 |
| 46     | 5月8日        | ぼうけん!メカラッパ号 なんでもQ「むしまるQゴールド」                 | オーモン大王                                                   | 2000年11月22日                                 |
| 46     | 5月8日        | ぼうけん!メカラッパ号 なんでもQ「むしまるQゴールド」                 | 第12回                                                         | 2000年09月01日                                 |
| 47     | 5月15日       | ぼうけん!メカラッパ号 なんでもQ「むしまるQゴールド」                 | オーモンのひみつ                                               | 2000年12月06日                                 |
| 47     | 5月15日       | ぼうけん!メカラッパ号 なんでもQ「むしまるQゴールド」                 | 第20回                                                         | 2001年03月03日                                 |
| 48     | 5月22日       | ぼうけん!メカラッパ号 なんでもQ「むしまるQゴールド」                 | オーモンの願い                                                 | 2001年01月09日                                 |
| 48     | 5月22日       | ぼうけん!メカラッパ号 なんでもQ「むしまるQゴールド」                 | 第22回                                                         | 2001年07月14日                                 |
| 49     | 5月29日       | クインテット                                                         | -                                                              | 2007年4月3日 - 5日                             |
| 50     | 6月5日        | クインテット                                                         | -                                                              | 2007年4月6日・16日・17日                       |
| 51     | 6月12日       | クインテット                                                         | -                                                              | 2007年4月18日・19日・30日                      |
| 52     | 6月19日       | クインテット                                                         | -                                                              | 2007年5月1日・3日・4日                         |
| 53     | 6月26日       | まちかどド・レ・ミ                                                   | いっしょにうたおうI・II                                        | 1999年4月7日・19日                             |
| 54     | 7月3日        | まちかどド・レ・ミ                                                   | リズムにのってダンスをしようI・II                              | 1999年5月10日・24日                            |
| 55     | 7月10日       | まちかどド・レ・ミ                                                   | きいてたのしもうI・II                                          | 1999年6月7日・21日                             |
| 56     | 7月17日       | まちかどド・レ・ミ                                                   | なつやすみのおとさがし がっきにさわろうI                       | 1999年8月25日・9月13日                         |
| 57     | 7月24日       | 虹色定期便                                                           | 第1回「未来から来た少女」 第2回「幸福な世界」                  | 1997年4月9日・23日                             |
| 58     | 8月14日       | 虹色定期便                                                           | 第3回「3つのホクロ」 第4回「それぞれの正義」                   | 1997年5月14日・28日                            |
| 59     | 8月21日       | 虹色定期便                                                           | 第5回「争いの後で…」 第6回「切り裂かれた絵」                   | 1997年6月11日・25日                            |
| 60     | 8月28日       | 虹色定期便                                                           | 第7回「ライバル」 第8回「あやうし少年野球団」                  | 1997年7月9日・8月27日                          |
| 61     | 9月4日        | 虹色定期便                                                           | 第9回「勝敗の行方」 第10回「遠すぎる家」                       | 1997年9月17日・10月1日                         |
| 62     | 9月11日       | バケルノ小学校 ヒュードロ組 なんでもQ「むしまるQゴールド」           | だいすきバケルノ小学校                                         | 2003年04月08日                                 |
| 62     | 9月11日       | バケルノ小学校 ヒュードロ組 なんでもQ「むしまるQゴールド」           | 第21回                                                         | 2001年06月30日                                 |
| 63     | 9月18日       | バケルノ小学校 ヒュードロ組 なんでもQ「むしまるQゴールド」           | メテングたまごをうむ                                           | 2003年04月22日                                 |
| 63     | 9月18日       | バケルノ小学校 ヒュードロ組 なんでもQ「むしまるQゴールド」           | 第23回                                                         | 2001年08月31日                                 |
| 64     | 9月25日       | バケルノ小学校 ヒュードロ組 なんでもQ「むしまるQゴールド」           | オキク先生がおこらない?                                        | 2003年05月27日                                 |
| 64     | 9月25日       | バケルノ小学校 ヒュードロ組 なんでもQ「むしまるQゴールド」           | 第24回                                                         | 2001年09月29日                                 |
| 65     | 10月2日       | バケルノ小学校 ヒュードロ組 なんでもQ「むしまるQゴールド」           | コテングたんじょう                                             | 2003年06月10日                                 |
| 65     | 10月2日       | バケルノ小学校 ヒュードロ組 なんでもQ「むしまるQゴールド」           | 第30回                                                         | 2002年02月23日                                 |
| 66     | 10月9日       | わいわいドンブリ                                                     | 出会いは驚きだ! 違いが分かる                                   | 1994年4月5日・14日                             |
| 67     | 10月16日      | わいわいドンブリ                                                     | わがまま一番 似てるぞ、違うぞ                                  | 1994年4月21日・28日                            |
| 68     | 10月23日      | わいわいドンブリ                                                     | 類は友を呼ぶ 話せば分かる                                      | 1994年5月12日・19日                            |
| 69     | 10月30日      | わいわいドンブリ                                                     | 情けは人の為ならず 一緒にやれば友達だ                          | 1994年5月26日・6月2日                          |
| 70     | 11月6日       | 忍たまがやってくる                                                   | デラックス・総集編                                             | 2002年12月31日                                 |
| 71     | 11月13日      | 忍たまがやってくる                                                   | スペシャル・総集編                                             | 2003年12月31日                                 |
| 72     | 11月20日      | 忍たまがやってくる                                                   | スペシャル・総集編                                             | 2004年12月31日                                 |
| 73     | 11月27日      | シャドーマン                                                         | -                                                              | 2002年08月24日                                 |
| 74     | 12月4日       | できるかな つくってあそぼ                                            | クリスマス クリスマスツリー                                    | 1987年12月15日 2000年12月12日（1993年12月1日） |
| 75     | 12月11日      | ハッチポッチステーション うたっておどろんぱ SING ALONG! DANCE ALONG! | - サンタさん、ようこそ                                         | 2001年12月24日 1999年12月03日                  |
| 76     | 12月18日      | ひとりでできるもん! クインテット                                     | まるごとローストチキン -                                       | 1991年12月19日 2004年12月17日                  |
| 77     | 12月25日      | しぜんとあそぼ                                                       | めだか だんごむし                                              | 1999年2月4日・2月18日                          |
| 78     | 2025年 1月8日 | しぜんとあそぼ                                                       | 林のちょう やどかり                                            | 1999年5月6日 2000年7月6日                      |
| 79     | 1月15日       | しぜんとあそぼ                                                       | あしながばち ほたる                                            | 2001年9月13日 2002年8月28日                    |
| 80     | 1月22日       | しぜんとあそぼ                                                       | てんとうむし つばめ                                            | 2003年10月23日 2003年11月20日                  |

#### 2025年度
| 放送回 | 放送日  | 番組                 | サブタイトルなど                    | 初回放送日                  |
| ------ | ------- | -------------------- | ----------------------------------- | --------------------------- |
| 81     | 4月8日  | おーい!はに丸        | あなたとわたし にぎる ひねる        | 1983年4月13日 1983年4月27日 |
| 82     | 4月29日 | おーい!はに丸        | 立つ あるく 入る 出る               | 1983年5月4日 1983年5月11日  |
| 83     | 5月13日 | マホマホだいぼうけん | なまえはなーに なかまさがし         | 1994年4月4日 1994年4月19日  |
| 84     | 6月13日 | マホマホだいぼうけん | だれだろう どっちがおおい           | 1994年5月16日 1994年5月30日 |
| 85     | 7月8日  | あいうえお           | あいうえお ありがとう               | 1997年4月8日 1997年4月22日  |
| 86     | 7月29日 | あいうえお           | かいてみよう どきどきわくわく       | 1997年5月13日 1997年5月27日 |
| 87     | 8月12日 | たっくんのオモチャ箱 | なまえとあいさつ わがままいっぱい 1 | 1997年4月8日 1997年4月23日  |